# Штаверн
Штаверн (њем. Stavern) општина је у њемачкој савезној држави Доња Саксонија. Једно је од 60 општинских средишта округа Емсланд. Према процјени из 2010. у општини је живјело 1.056 становника. Посједује регионалну шифру (AGS) 3454050.

## Географски и демографски подаци
Штаверн се налази у савезној држави Доња Саксонија у округу Емсланд. Општина се налази на надморској висини од 20 – 51 метра. Површина општине износи 51,0 km². У самом мјесту је, према процјени из 2010. године, живјело 1.056 становника. Просјечна густина становништва износи 21 становника/km².